# Volta a Catalunya de 1960
La Volta a Catalunya de 1960 va ser 40a edició de la Volta Ciclista a Catalunya. Es disputà en 9 etapes del 4 a l'11 de setembre de 1960 amb un total de 1235,5 km. El vencedor final fou el català Miquel Poblet de l'equip Ferrys per davant dels seus companys José Pérez-Francés i Emilio Cruz.
La tercera i la vuitena etapes estaven dividides en dos sectors. Hi havia tres contrarellotges; una per equips al primer sector de la tercera etapa; i dos d'individual, una a la primera etapa i l'altre al primer sector de la vuitena etapa. Hi havia bonificacions de 60 i 30 segons pels dos primers de cada etapa.
Segona victòria final de Miquel Poblet després de l'aconseguida vuit anys abans. Va participar en la "Volta" amb l'equip Ferrys, ja que el seu, l'Ignis va tenir problemes amb les lesions.

## Etapes
| Etapa | Data           | Ciutats d'etapa                                        | km    | Vencedor de l'etapa     | Líder de la general     |
| ----- | -------------- | ------------------------------------------------------ | ----- | ----------------------- | ----------------------- |
| 1a    | 4 de setembre  | Circuit de Montjuïc (Barcelona) (CRI)                  | 3,8   | Antonio Gómez del Moral | Antonio Gómez del Moral |
| 2a    | 4 de setembre  | Barcelona – Reus                                       | 120,0 | Miquel Poblet           | Antonio Gómez del Moral |
| 3a A  | 5 de setembre  | Reus - Falset (CRE)                                    | 33,0  | Ferrys                  | Antonio Gómez del Moral |
| 3a B  | 5 de setembre  | Falset - Tortosa                                       | 80,0  | Antonio Gómez del Moral | Antonio Gómez del Moral |
| 4a    | 6 de setembre  | Tortosa - Lleida                                       | 186,0 | Miquel Poblet           | Miquel Poblet           |
| 5a    | 7 de setembre  | Lleida - Puigcerdà                                     | 166,0 | Julio Jiménez           | Miquel Poblet           |
| 6a    | 8 de setembre  | Puigcerdà - Palafrugell                                | 178,0 | Miquel Poblet           | Miquel Poblet           |
| 7a    | 9 de setembre  | Palafrugell - Manresa                                  | 214,0 | Ángel Guardiola         | Miquel Poblet           |
| 8a A  | 10 de setembre | Monistrol de Montserrat - Monestir de Montserrat (CRI) | 8,7   | Antoni Karmany          | Miquel Poblet           |
| 8a B  | 10 de setembre | Monestir de Montserrat - Sant Feliu de Llobregat       | 98,0  | Josep Segú              | Miquel Poblet           |
| 9a    | 11 de setembre | Sant Feliu de Llobregat - Barcelona                    | 148,0 | José Pérez-Francés      | Miquel Poblet           |

### 1a etapa[1]
04-09-1960: Circuit de Montjuïc (Barcelona), 3,8: CRI
|   | Ciclista                | Equip    | Temps  |
| - | ----------------------- | -------- | ------ |
| 1 | Antonio Gómez del Moral | Licor 43 | 5' 27" |
| 2 | Antonio Suárez          | Faema    | +01"   |
| 2 | Miquel Pacheco          | Catigene | m. t.  |

|   | Ciclista                | Equip    | Temps  |
| - | ----------------------- | -------- | ------ |
| 1 | Antonio Gómez del Moral | Licor 43 | 4' 27" |
| 2 | Antonio Suárez          | Faema    | +46"   |
| 2 | Miquel Pacheco          | Catigene | m. t.  |

### 2a etapa[1]
04-09-1960: Barcelona – Reus, 120,0 km.:
|   | Ciclista            | Equip           | Temps      |
| - | ------------------- | --------------- | ---------- |
| 1 | Miquel Poblet       | Ferrys          | 2h 45' 55" |
| 2 | José Luis Talamillo | Brandy Majestad | m. t.      |
| 3 | Gabriel Mas         | Faema           | m. t.      |

|   | Ciclista                | Equip    | Temps      |
| - | ----------------------- | -------- | ---------- |
| 1 | Antonio Gómez del Moral | Licor 43 | 2h 50' 22" |
| 2 | Miquel Poblet           | Ferrys   | + 03"      |
| 3 | Antonio Suárez          | Faema    | + 46"      |

### 3a etapa[2]
05-09-1960: (3A Reus - Falset 33 km CRE) i (3B Falset - Tortosa 80 km):
|   | Equip    | Temps   |
| - | -------- | ------- |
| 1 | Ferrys   | 55' 02" |
| 2 | Licor 43 | + 32"   |
| 3 | Faema    | + 36"   |

|   | Ciclista                | Equip    | Temps      |
| - | ----------------------- | -------- | ---------- |
| 1 | Antonio Gómez del Moral | Licor 43 | 2h 18' 03" |
| 2 | Antón Barrutia          | Faema    | + 2' 21"   |
| 3 | Josep Segú              | Kas      | + 2' 22"   |

|   | Ciclista                | Equip    | Temps      |
| - | ----------------------- | -------- | ---------- |
| 1 | Antonio Gómez del Moral | Licor 43 | 3h 13' 37" |
| 2 | Miquel Poblet           | Ferrys   | + 1' 50"   |
| 3 | José Pérez-Francés      | Ferrys   | m. t.      |

|   | Ciclista                | Equip    | Temps      |
| - | ----------------------- | -------- | ---------- |
| 1 | Antonio Gómez del Moral | Licor 43 | 6h 02' 59" |
| 2 | Miquel Poblet           | Ferrys   | + 2' 23"   |
| 3 | José Pérez-Francés      | Ferrys   | + 3' 53"   |

### 4a etapa[2]
06-09-1960: Tortosa - Lleida, 186,0 km.:
|   | Ciclista           | Equip          | Temps      |
| - | ------------------ | -------------- | ---------- |
| 1 | Miquel Poblet      | Ferrys         | 5h 17' 57" |
| 2 | José Pérez-Francés | Ferrys         | m. t.      |
| 3 | Josep Badia        | D.C. Barcelona | m. t.      |

|   | Ciclista           | Equip  | Temps       |
| - | ------------------ | ------ | ----------- |
| 1 | Miquel Poblet      | Ferrys | 11h 22' 19" |
| 2 | José Pérez-Francés | Ferrys | + 2' 00"    |
| 3 | Emilio Cruz        | Ferrys | + 2' 45"    |

### 5a etapa[3]
07-09-1960: Lleida - Puigcerdà, 166,0 km.:
|   | Ciclista           | Equip    | Temps      |
| - | ------------------ | -------- | ---------- |
| 1 | Julio Jiménez      | Catigene | 4h 24' 15" |
| 2 | Julio San Emeterio | Faema    | + 09"      |
| 3 | Joan Escolà        | Ferrys   | + 10"      |

|   | Ciclista           | Equip  | Temps       |
| - | ------------------ | ------ | ----------- |
| 1 | Miquel Poblet      | Ferrys | 15h 51' 44" |
| 2 | José Pérez-Francés | Ferrys | + 2' 00"    |
| 3 | Emilio Cruz        | Ferrys | + 2' 45"    |

### 6a etapa[4]
08-09-1960: Puigcerdà - Palafrugell, 178,0 km.:
|   | Ciclista                | Equip    | Temps      |
| - | ----------------------- | -------- | ---------- |
| 1 | Miquel Poblet           | Ferrys   | 4h 50' 14" |
| 2 | Antonio Gómez del Moral | Licor 43 | + 13"      |
| 3 | Josep Segú              | Kas      | + 33"      |

|   | Ciclista           | Equip  | Temps       |
| - | ------------------ | ------ | ----------- |
| 1 | Miquel Poblet      | Ferrys | 20h 40' 58" |
| 2 | José Pérez-Francés | Ferrys | + 3' 33"    |
| 3 | Emilio Cruz        | Ferrys | + 4' 18"    |

### 7a etapa[5]
09-09-1960: Palafrugell - Manresa, 214,0 km.:
|   | Ciclista        | Equip    | Temps      |
| - | --------------- | -------- | ---------- |
| 1 | Ángel Guardiola | Licor 43 | 5h 48' 29" |
| 2 | Anicet Utset    | Kas      | m. t.      |
| 3 | Miquel Poblet   | Ferrys   | + 12"      |

|   | Ciclista           | Equip  | Temps       |
| - | ------------------ | ------ | ----------- |
| 1 | Miquel Poblet      | Ferrys | 26h 29' 39" |
| 2 | José Pérez-Francés | Ferrys | + 3' 33"    |
| 3 | Emilio Cruz        | Ferrys | + 4' 18"    |

### 8a etapa[6]
10-09-1960: (8A Monistrol de Montserrat - Monestir de Montserrat 8,7 km CRI) i (8B Monestir de Montserrat - Sant Feliu de Llobregat 98 km):
|   | Ciclista       | Equip  | Temps   |
| - | -------------- | ------ | ------- |
| 1 | Antoni Karmany | Kas    | 23' 16" |
| 2 | Miquel Poblet  | Ferrys | + 19"   |
| 3 | Emilio Cruz    | Ferrys | + 34"   |

|   | Ciclista            | Equip           | Temps      |
| - | ------------------- | --------------- | ---------- |
| 1 | Josep Segú          | Kas             | 2h 33' 50" |
| 2 | José Pérez-Francés  | Ferrys          | m. t.      |
| 3 | José Luis Talamillo | Brandy Majestad | m. t.      |

|   | Ciclista       | Equip  | Temps      |
| - | -------------- | ------ | ---------- |
| 1 | Antoni Karmany | Kas    | 2h 57' 06" |
| 2 | Miquel Poblet  | Ferrys | + 19"      |
| 3 | Emilio Cruz    | Ferrys | + 34"      |

|   | Ciclista           | Equip  | Temps       |
| - | ------------------ | ------ | ----------- |
| 1 | Miquel Poblet      | Ferrys | 29h 26' 34" |
| 2 | José Pérez-Francés | Ferrys | + 4' 56"    |
| 3 | Emilio Cruz        | Ferrys | + 5' 03"    |

### 9a etapa[7]
11-09-1960: Sant Feliu de Llobregat - Barcelona, 148,0 km.:
|   | Ciclista           | Equip  | Temps      |
| - | ------------------ | ------ | ---------- |
| 1 | José Pérez-Francés | Ferrys | 4h 32' 18" |
| 2 | Antonio Suárez     | Faema  | m. t.      |
| 3 | Miquel Poblet      | Ferrys | + 22"      |

|   | Ciclista           | Equip  | Temps       |
| - | ------------------ | ------ | ----------- |
| 1 | Miquel Poblet      | Ferrys | 33h 26' 29" |
| 2 | José Pérez-Francés | Ferrys | + 3' 56"    |
| 3 | Emilio Cruz        | Ferrys | + 5' 03"    |

## Classificació General
|    | Ciclista                 | Equip           | Temps       |
| -- | ------------------------ | --------------- | ----------- |
| 1  | Miquel Poblet            | Ferrys          | 33h 26' 29" |
| 2  | José Pérez-Francés       | Ferrys          | + 3' 56"    |
| 3  | Emilio Cruz              | Ferrys          | + 5' 03"    |
| 4  | Gabriel Mas              | Faema           | + 5' 50"    |
| 5  | Antonio Bertrán          | Faema           | + 6' 29"    |
| 6  | José Gómez del Moral     | Licor 43        | + 6' 52"    |
| 7  | Manuel Santiago Montilla | Licor 43        | + 7' 09"    |
| 8  | Antonio Gómez del Moral  | Licor 43        | + 8' 12"    |
| 9  | Julio San Emeterio       | Faema           | + 8' 34"    |
| 10 | José Quesada             | C.C. Barcelonès | + 8' 59"    |

## Classificacions secundàries
|   | Ciclista                | Equip    | Punts      |
| - | ----------------------- | -------- | ---------- |
| 1 | Antonio Gómez del Moral | Licor 43 | 26,5 punts |
| 2 | Antoni Karmany          | Kas      | 31 punts   |
| 3 | Miquel Poblet           | Ferrys   | 13 punts   |

|   | Ciclista                | Equip    | Punts    |
| - | ----------------------- | -------- | -------- |
| 1 | Joan Escolà             | Ferrys   | 13 punts |
| 2 | Vicent Iturat           | Ferrys   | 7 punts  |
| 3 | Antonio Gómez del Moral | Licor 43 | 5 punts  |
| 3 | Antonio Bertrán         | Faema    | 5 punts  |

|   | Ciclista           | Equip  | Punts      |
| - | ------------------ | ------ | ---------- |
| 1 | Miquel Poblet      | Ferrys | 29,5 punts |
| 2 | José Pérez-Francés | Ferrys | 80 punts   |
| 3 | Gabriel Mas        | Faema  | 81 punts   |

|   | Equip    | Nacionalitat | Temps        |
| - | -------- | ------------ | ------------ |
| 1 | Ferrys   | Espanya      | 100h 28' 36" |
| 2 | Faema    | Bèlgica      | + 11' 54"    |
| 3 | Licor 43 | Espanya      | + 12' 14"    |